# AFC Futsal Championship 2012
Il dodicesimo Asian Futsal Championship è stato disputato dal 25 maggio al 1º giugno 2012 negli Emirati Arabi Uniti. Il torneo era valido anche come qualificazione per il FIFA Futsal World Cup 2012. Originalmente il torneo doveva disputarsi tra il 12 e il 22 maggio 2012 ma il comitato AFC l'ha spostato a causa di certi campionati ancora in corso.

## Qualificazioni
Squadre qualificate alla fase finale:
| Nazionale           | Qualificazione ottenuta da                 | Data qualificazione | Partecipazioni fase finale (compresa edizione 2012) |
| ------------------- | ------------------------------------------ | ------------------- | --------------------------------------------------- |
| Iran                | AFC Futsal Championship 2010 Vincitrice    | 28 maggio 2010      | 12                                                  |
| Uzbekistan          | AFC Futsal Championship 2010 Secondo posto | 28 maggio 2010      | 12                                                  |
| Giappone            | AFC Futsal Championship 2010 Terzo posto   | 30 maggio 2010      | 12                                                  |
| Emirati Arabi Uniti | Paese ospitante                            | 2 luglio 2011       | 1                                                   |
| Kirghizistan        | Zona Centro e Sud                          | 4 novembre 2011     | 12                                                  |
| Tagikistan          | Zona Centro e Sud                          | 4 novembre 2011     | 7                                                   |
| Turkmenistan        | Zona Centro e Sud                          | 4 novembre 2011     | 6                                                   |
| Cina                | Zona Est Vincitrice                        | 17 novembre 2011    | 9                                                   |
| Corea del Sud       | Zona Est Secondo posto                     | 17 novembre 2011    | 11                                                  |
| Taipei cinese       | Zona Est Terzo posto                       | 18 novembre 2011    | 9                                                   |
| Qatar               | Zona Ovest Vincitrice}                     | 15 dicembre 2011    | 2                                                   |
| Kuwait              | Zona Ovest Secondo posto                   | 15 dicembre 2011    | 10                                                  |
| Libano              | Zona Ovest Terzo posto                     | 16 dicembre 2011    | 8                                                   |
| Thailandia          | Zona ASEAN Vincitrice                      | 25 febbraio 2012    | 12                                                  |
| Indonesia           | Zona ASEAN Secondo posto                   | 25 febbraio 2012    | 8                                                   |
| Australia           | Zona ASEAN Terzo posto                     | 26 febbraio 2012    | 5                                                   |

## Sorteggio
Il sorteggio per il torneo si è tenuto l'11 marzo 2012 negli Emirati Arabi Uniti.
| Urna 1                                       | Urna 2                           | Urna 3                                          | Urna 4                                  |
| -------------------------------------------- | -------------------------------- | ----------------------------------------------- | --------------------------------------- |
| Emirati Arabi Uniti Iran Uzbekistan Giappone | Cina Thailandia Libano Australia | Kirghizistan Indonesia Tagikistan Corea del Sud | Turkmenistan Taipei cinese Kuwait Qatar |

## Fase a gironi

### Gruppo A
| Squadra             | Pti | G | V | N | P | GF | GS | DR |
| ------------------- | --- | - | - | - | - | -- | -- | -- |
| Thailandia          | 9   | 3 | 3 | 0 | 0 | 11 | 3  | +8 |
| Kirghizistan        | 6   | 3 | 2 | 0 | 1 | 5  | 4  | +1 |
| Emirati Arabi Uniti | 3   | 3 | 1 | 0 | 2 | 6  | 8  | -2 |
| Turkmenistan        | 0   | 3 | 0 | 0 | 3 | 3  | 10 | -7 |

| Arbitro: | Alireza Sohrabi Balsini |

|                                    |           |              |
| Yousif 5’ Bader 35’ Abdulkarim 40’ | Marcatori | 20’ M. Ataev |

| Arbitro: | Kim Jang-Kwan |

|                           |           |  |
| Chaemcharoen 33’ Aref 39’ | Marcatori |  |

| Arbitro: | Scott Kidson |

|             |           |                                                           |
| V. Ataev 4’ | Marcatori | 3’, 9’ Thueanklang 6’ Chaemcharoen 36’ Lekka 39’ Wongkaeo |

| Arbitro: | Timo Onatsu |

|                                               |           |                |
| Ermekov 22’ A. Abdulla 32’ (aut.) Kanetov 35’ | Marcatori | 37’ T. Abdulla |

| Arbitro: | Husein Mahmoud Khalaileh |

|               |           |                                                              |
| Jamil 1’, 40’ | Marcatori | 5’ Chaemcharoen 10’ Sornwichian 17’ Wongkaeo 38’ Thueanklang |

| Arbitro: | Naoki Miyatani |

|                              |           |             |
| Djetybaev 15’ Kondratkov 17’ | Marcatori | 37’ Rahimov |

### Gruppo B
| Squadra       | Pti | G | V | N | P | GF | GS | DR  |
| ------------- | --- | - | - | - | - | -- | -- | --- |
| Giappone      | 9   | 3 | 3 | 0 | 0 | 15 | 4  | +11 |
| Libano        | 6   | 3 | 2 | 0 | 1 | 7  | 6  | +1  |
| Tagikistan    | 3   | 3 | 1 | 0 | 2 | 8  | 12 | -4  |
| Taipei cinese | 0   | 3 | 0 | 0 | 3 | 7  | 15 | -8  |

| Arbitro: | Christopher Colley |

|                                |           |                         |
| Kitahara 2’ Hoshi 4’ Henmi 40’ | Marcatori | 5’ Abou Zeid 34’ Kawsan |

| Arbitro: | Nurdin Bukuev |

|                                                    |           |                                                                   |
| Liu Chi-chao 4’ Chen Po-hao 11’ Chang Han 17’, 23’ | Marcatori | 22’ Nazarov 25’ Jumaev 35’ (aut.) Yang Chao-hsun 40’, 40’ Ulmasov |

| Arbitro: | Mohammad Al-Haddad |

|                          |           |                                    |
| Takaji 3’, 25’ Kawsan 6’ | Marcatori | 15’ Pan Wen-chieh 17’ Liu Chi-chao |

| Arbitro: | Vahid Arzpeima |

|                |           |                                                      |
| Mamedbabaev 5’ | Marcatori | 1’ Komiyama 4’, 11’ Murakami 9’, 25’ Inaba 37’ Henmi |

| Arbitro: | Kim Jang-Kwan |

|                                                          |           |               |
| Henmi 11’, 21’ Komiyama 28’ Kogure 31’, 33’ Murakami 35’ | Marcatori | 6’ Lo Chih-an |

| Arbitro: | Rey Ritaga |

|                |           |                    |
| Mamedbabaev 9’ | Marcatori | 1’ Takaji 30’ Atwi |

### Gruppo C
| Squadra       | Pti | G | V | N | P | GF | GS | DR  |
| ------------- | --- | - | - | - | - | -- | -- | --- |
| Iran          | 9   | 3 | 3 | 0 | 0 | 31 | 1  | +30 |
| Australia     | 6   | 3 | 2 | 0 | 1 | 9  | 10 | -1  |
| Qatar         | 3   | 3 | 1 | 0 | 2 | 7  | 14 | -7  |
| Corea del Sud | 0   | 3 | 0 | 0 | 3 | 4  | 26 | -22 |

| Arbitro: | Mark Birkett |

|                                   |           |               |
| Zeballos 4’, 29’ Gomez Castro 39’ | Marcatori | 38’ Al-Boinin |

| Arbitro: | Mohammed Al-Haddad |

| |           |                 |
| Esmaeilpour 7’ Taheri 11’ Hassanzadeh 12’, 33’ Javid 15’, 17’, 27’ Keshavarz 23’ Moghaddam 29’, 39’ Tayyebi 31’ Jung Eui-Hyun 36’ (aut.) | Marcatori | 30’ Seo Dae-Yun |

| Arbitro: | Zhang Youze |

|  |           |                                                                   |
|  | Marcatori | 15’, 19’ Fernando 22’ Seeto 25’ Fogarty 33’ Giovenali 40’ Spathis |

| Arbitro: | Yasukazu Nobumoto |

|  |           |                                                                                     |
|  | Marcatori | 1’ Taheri 2’ Keshavarz 15’, 37’ Tayebi 18’ Ahmadi 23’, 31’ Shamsaee 29’ Hassanzadeh |

| Arbitro: | Marc Birkett |

|                                                                                            |           |  |
| Taheri 11’, 22’ Shamsaee 13’, 40’ Hassanzadeh 14’, 33’ Bahadori 16’ Tayebi 29’ Asghari 37’ | Marcatori |  |

| Arbitro: | Mohamad Chami |

|                                                                        |           |                                                       |
| Khalifa 7’ Mohssein 21’ Bilal 24’ Yousuf 29’ Al-Sabah 33’ Mohammed 40’ | Marcatori | 12’ (aut.) Mohammed 36’ Kim Min-Kuk 38’ Kim Jeong-Nam |

### Gruppo D
| Squadra    | Pti | G | V | N | P | GF | GS | DR  |
| ---------- | --- | - | - | - | - | -- | -- | --- |
| Kuwait     | 7   | 3 | 2 | 1 | 0 | 15 | 4  | +11 |
| Uzbekistan | 7   | 3 | 2 | 1 | 0 | 11 | 3  | +8  |
| Cina       | 3   | 3 | 1 | 0 | 2 | 6  | 9  | -3  |
| Indonesia  | 0   | 3 | 0 | 0 | 3 | 6  | 22 | -16 |

| Arbitro: | Naoki Miyatani |

|             |           |                    |
| Irsaliev 9’ | Marcatori | 6’ (aut.) Sviridov |

| Arbitro: | Husein Khalaileh |

|                        |           |                                                          |
| Tamimi 20’ Handoyo 35’ | Marcatori | 18’, 40’ Hu Jie 26’ Zhao Liang 29’ Deng Tao 32’ Cong Lin |

| Arbitro: | Rey Ritaga |

|                                                                                   |           |                                   |
| Al-Wadi 6’, 26’, 35’ Al-Taweel 10’, 13’, 24’, 33’ S. Al-Mutairi 12’ F. Haidar 36’ | Marcatori | 3’ Handoyo 28’ Saptaji 38’ Balfas |

| Arbitro: | Nurdin Bukuev |

|           |           |                           |
| Hu Jie 4’ | Marcatori | 19’ Sviridov 36’ Irsaliev |

| Arbitro: | Alireza Sohrabi Balsini |

| |           |  |
| Irsaliev 4’, 13’ Elibaev 8’ Tajibaev 17’, 31’ Abdumavlyanov 21’, 37’ Khalmukhamedov 25’ Rakhmatov 40’ | Marcatori |  |

| Arbitro: | Chris Colley |

|  |           |                                                          |
|  | Marcatori | 10’, 16’, 28’ Al-Farsi 30’ S. Al-Mutairi 40’ Al-Mosabehi |

## Fase a eliminazione diretta
|  | Quarti di finale  | Quarti di finale  |                   |           | Semifinali                | Semifinali                |  |  | Finale            | Finale |
|  |                   |                   |                   |           |                           |                           |  |  |                   |        |
|  | 29 maggio – Dubai |                   |                   |           |                           |                           |  |  |                   |        |
|  |                   |                   |                   |           |                           |                           |  |  |                   |        |
|  | Thailandia        | 5                 |                   |           |                           |                           |  |  |                   |        |
|  | Thailandia        | 5                 | 30 maggio – Dubai |           |                           |                           |  |  |                   |        |
|  | Libano            | 3                 |                   |           |                           |                           |  |  |                   |        |
|  | Libano            | 3                 | Thailandia        | 5         |                           |                           |  |  |                   |        |
|  | 29 maggio – Dubai |                   | Thailandia        | 5         |                           |                           |  |  |                   |        |
|  |                   | Iran              | 4                 |           |                           |                           |  |  |                   |        |
|  | Iran              | Iran              | 4                 | 6         |                           |                           |  |  |                   |        |
|  | Iran              |                   | 1º giugno – Dubai | 6         |                           |                           |  |  |                   |        |
|  | Uzbekistan        | 3                 |                   |           |                           |                           |  |  |                   |        |
|  | Uzbekistan        | 3                 | Thailandia        | 1         |                           |                           |  |  |                   |        |
|  | 29 maggio – Dubai |                   | Thailandia        | 1         |                           |                           |  |  |                   |        |
|  |                   | Giappone          | 6                 |           |                           |                           |  |  |                   |        |
|  | Giappone          | Giappone          | 6                 | 1         |                           |                           |  |  |                   |        |
|  | Giappone          | 30 maggio – Dubai |                   | 1         |                           |                           |  |  |                   |        |
|  | Kirghizistan      | 0                 |                   |           |                           |                           |  |  |                   |        |
|  | Kirghizistan      | 0                 | Giappone          | 3         | Finale per il terzo posto | Finale per il terzo posto |  |  |                   |        |
|  | 29 maggio – Dubai |                   | Giappone          | 3         | Finale per il terzo posto | Finale per il terzo posto |  |  |                   |        |
|  |                   | Australia         | 0                 |           |                           |                           |  |  |                   |        |
|  | Kuwait            | Australia         | 0                 | 2         | Iran                      | 4                         |  |  |                   |        |
|  | Kuwait            |                   |                   | 2         | Iran                      | 4                         |  |  |                   |        |
|  | Australia         | 3                 |                   | Australia | 0                         |                           |  |  |                   |        |
|  | Australia         | 3                 |                   |           | 0                         |                           |  |  |                   |        |
|  |                   |                   |                   |           |                           |                           |  |  | 1º giugno – Dubai |        |
|  |                   |                   |                   |           |                           |                           |  |  |                   |        |

### Quarti di finale
| Arbitro: | Scott Kidson |

|                                                                         |           |                            |
| Chudech 5’ Thueanklang 8’ Chaemcharoen 20’ Madyalan 30’ Sornwichian 36’ | Marcatori | 1’, 4’ Kawsan 38’ El Homsi |

| Arbitro: | Yasukazu Nobumoto |

|                                                                     |           |                                 |
| Ahmadi 5’, 39’ Esmaeilpour 7’ Hassanzadeh 20’ Taheri 22’ Tayebi 32’ | Marcatori | 22’, 28’ Tojiboev 40’ Rakhmatov |

| Arbitro: | Timo Onatsu |

|           |           |  |
| Henmi 12’ | Marcatori |  |

| Arbitro: | Nurdin Bukuev |

|                                 |           |                              |
| S. Al-Mutairi 15’ Al-Awadhi 28’ | Marcatori | 3’, 42’ Fogarty 16’ Ngaluafe |

### Semifinali
| Arbitro: | Timo Onatsu |

|                                                                   |           |                                        |
| Thueanklang 10’, 30’ (rig.), 50’ Sornwichian 32’ Chaemcharoen 43’ | Marcatori | 4’, 49’ Shamsaee 7’ Tayebi 30’ Asghari |

| Arbitro: | Mohammad Al-Haddad |

|                                   |           |  |
| Kogure 29’ Kitahara 32’ Henmi 40’ | Marcatori |  |

### Finale 3º posto
| Arbitro: | Naoki Miyatani |

|                                          |           |  |
| Asghari 36’, 40’ Taheri 37’ Shamsaee 40’ | Marcatori |  |

### Finale
| Arbitro: | Nurdin Bukuev |

|              |           |                                                                      |
| Wongkaeo 11’ | Marcatori | 4’ Kogure 15’ Kitahara 31’ Inaba 34’ Henmi 37’ Kawahara 38’ Murakami |

## Premi
| Campioni AFC Futsal Championship 2012 |
| --- |
| Giappone 2º titolo |
| Hisamitsu Kawahara, Wataru Kitahara, Yusuke Komiyama, Tetsuya Murakami, Nobuya Osodo, Shota Hoshi, Kenichiro Kogure, Kensuke Takahashi, Toru Fukimbara, Kazuhiro Nibuya, Jun Fujiwara, Rafael Henmi, Kotaro Inaba, Manabu Takita |
| Allenatore: Miguel Rodrigo |

- Miglior giocatore
  -  Rafael Henmi
- Capocannoniere
  -  Vahid Shamsaee (7 gol e 6 assist)
- Premio Fair-Play
  -  Iran